# Аэропорт Сприггса Пейна
Аэропорт Сприггса Пейна (англ. Spriggs Payne Airport) — аэропорт в Либерии. Расположен в 5 километрах от Монровии, столицы Либерии. Аэропорт назван в честь Джеймса Сприггса Пейна, четвёртого президента Либерии.

## История
В 1990 году, во время первой гражданской войны в Либерии аэропорт прекратил работу и был вновь открыт только в середине 1996 года.
В 2004 году в Нигерию из аэропорта Сприггса Пейна вылетел Патрик Сойер, больной лихорадкой Эбола, что привело к появлению вируса в Нигерии Это произошло из-за слабого межведомственного сотрудничества — аэропорт не получал списки граждан под наблюдением, которым нельзя покидать страну.
В 2020 году запланирована реконструкция аэропорта. В том числе ремонт взлётно-посадочной полосы должен начаться в первой половине 2020 года.